# Elliott Nugent
Elliott Nugent (Dover, Ohio, 20 de setembro de 1899 (algumas fontes dão 1896) - Nova Iorque, Nova Iorque, 9 de agosto de 1980) foi um ator, dramaturgo, roteirista e cineasta norte-americano. Na Paramount Pictures e em outros estúdios, dirigiu principalmente comédias e filmes românticos leves.

## Vida e carreira
Depois de atuar no vaudeville com a família desde a infância, Nugent alcançou a Broadway em 1921. Ator reconhecido, também escreveu peças de sucesso, frequentemente com o pai. Sua obra teatral mais bem sucedida, no entanto, foi The Male Animal, de 1940, escrita em colaboração com o amigo de escola James Thurber.
Sem abandonar o teatro, Nugent estreou como ator no cinema em 1925, tendo sido astro e coadjuvante em diversos filmes do início da era sonora, alguns em companhia da esposa Norma Lee. Em 1932 tornou-se diretor, tendo sido notado logo no ano seguinte com a comédia Three-Cornered Moon. Outros destaques foram Whistling in the Dark (1933), The Cat and the Canary (1939), com Bob Hope (a quem dirigiu em duas outras oportunidades), The Male Animal (1942), adaptação de sua peça mais famosa, My Girl Tisa (1948), e The Great Gatsby (1949), subestimada versão do romance de F. Scott Fitzgerald.
Nugent viu a carreira cinematográfica declinar no início da década de 1950, em decorrência de alcoolismo e problemas mentais. Ainda assim, continuou a produzir e dirigir na Broadway até ao fim da década, quando aposentou-se.
O casamento com Norma Lee, celebrado em 15 de outubro de 1921, durou até à sua morte em 9 de agosto de 1980, aos oitenta anos de idade. Além de Bob Hope, trabalhou com outros grandes nomes do cinema, como Harold Lloyd, Danny Kaye, Alan Ladd, Mickey Rooney e Bing Crosby. Em 1962 publicou o romance Of Cheat and Charmer e em 1965, uma autobiografia intitulada Events Leading Up to the Comedy.

## Filmografia (cineasta)
| Ano  | Nome original                  | Nome PT/BR                | Nome PT/PT               | Notas                      |
| ---- | ------------------------------ | ------------------------- | ------------------------ | -------------------------- |
| 1932 | The Mouthpiece                 | Sua Última Defesa         |                          | Codireção com James Flood  |
| 1932 | Life Begins                    | Ao Raiar da Vida          |                          | Codireção com James Flood  |
| 1933 | Whistling in the Dark          | Assobiando no Escuro      |                          | Também roteirista          |
| 1933 | Three-Cornered Moon            | A Comédia de um Lar       |                          |                            |
| 1933 | If I Were Free                 | Se Eu Fosse Livre         |                          |                            |
| 1934 | Strictly Dynamite              | Dinamite e Nada Mais      |                          |                            |
| 1934 | Two Alone                      | Sós no Mundo              |                          |                            |
| 1934 | She Loves Me Not               | Demônio Louro             |                          |                            |
| 1935 | Enter Madame                   | Entrez, Madame            | Meu Marido Vai Casar     |                            |
| 1935 | Splendor                       | Vence Uma Mulher          | O Preço de um Triunfo    |                            |
| 1935 | College Scandal                | Escândalo na Academia     |                          |                            |
| 1935 | Love in Bloom                  | Louco por Ti              | Louco por Ti             |                            |
| 1936 | And So They Were Married       | Papai e Mamãe Se Casaram  | Levados da Breca         |                            |
| 1936 | Wives Never Know               | O Que Elas Não Suspeitam  |                          |                            |
| 1937 | It's All Yours                 | Será Tudo Seu             | Tudo Para Ti             |                            |
| 1938 | Professor Beware               | O Professor Faraó         | Professor, Tenha Cautela |                            |
| 1938 | Give Me a Sailor               | Quero um Marido           |                          |                            |
| 1939 | Never Say Die                  | Um Golpe Errado           |                          |                            |
| 1939 | The Cat and the Canary         | O Gato e o Canário        | O Gato e o Canário       |                            |
| 1941 | Nothing But the Truth          | A Verdade Acima de Tudo   | 24 Horas sem Mentir      |                            |
| 1942 | The Male Animal                | Assim É Que Elas Gostam   | Assim É Que Elas Gostam  | Coautor da peça            |
| 1943 | The Crystal Ball               | A Bola de Cristal         | As Ruivas São Perigosas  |                            |
| 1944 | Up in Arms                     | Sonhando de Olhos Abertos | Em Marcha                |                            |
| 1947 | Welcome Stranger               | Deus Me Deu um Amigo      | Deus Deu-Me um Amigo     |                            |
| 1947 | My Favorite Brunette           | Minha Morena Linda        | Morena e Perigosa        |                            |
| 1948 | My Girl Tisa                   | Anos de Inocência         | Anos de Inocência        |                            |
| 1949 | The Great Gatsby               | Até o Céu Tem Limites     | Cruel Mentira            |                            |
| 1949 | Mr. Belvedere Goes to College  | O Gênio no Colégio        | O Gênio no Colégio       |                            |
| 1950 | The Skipper Surprised His Wife | A Flor dos Maridos        |                          |                            |
| 1951 | My Outlaw Brother              | Meu Irmão, O Tigre        |                          | Também ator (sem créditos) |
| 1952 | Just for You                   | Filhos Esquecidos         | Só Para Ti               |                            |